# Mælkevejen 1.th
Mælkevejen 1.th (originaltitel 3rd Rock from the Sun) er en amerikansk sitcom, der løb fra 1996 til 2001 på NBC. Den omhandler fire rumvæsener, som besøger Jorden i skikkelse af en familie, for at observere planetens beboere.

## Medvirkende
Denne liste er ufuldstændig; hjælp gerne med at udfylde den.

### Hovedmedvirkende
- John Lithgow som Dick Solomon
- Kristen Johnston som Sally Solomon
- French Stewart som Harry Solomon
- Joseph Gordon-Levitt som Tommy Solomon
- Jane Curtin som Mary Albright
- Simbi Khali som Nina Campbell (sæsons 3–6, tidligere tilbagevendende)
- Elmarie Wendel som Mamie Dubcek (sæsons 3–6, tidligere tilbagevendende)
- Wayne Knight som Officer Don Orville (sæsons 3–6, tidligere tilbagevendende)

### Tilbagevendende
- William Shatner som 'The Big Giant Head', rumvæsnernes boss
- John Cleese som Dr. Liam Neesam, professor der har et kort forhold med Mary, og som senere afsløres at være et ondt rumvæsen (sæson 3 og 6)